# Grieshof (Emskirchen)
Grieshof ist ein Gemeindeteil des Marktes Emskirchen im Landkreis Neustadt an der Aisch-Bad Windsheim (Mittelfranken, Bayern). Grieshof liegt in der Gemarkung Mausdorf.

## Geografie
Der Weiler liegt an der Mittleren Aurach und am Griesbach, der dort als rechter Zufluss in die Mittlere Aurach mündet. Im Nordosten liegt die Brühlwiesen, im Osten der Eichwald, 0,5 km südlich der Kohlberg und 0,5 km südwestlich das Waldgebiet Gestangach. Eine Gemeindeverbindungsstraße führt nach Mausdorf zur Kreisstraße NEA 20 (1,6 km südöstlich) bzw. zur Staatsstraße 2244 (0,4 km nordwestlich).

## Geschichte
Der Ort wurde vor 1430 als „Grissenwach“ erstmals urkundlich erwähnt. Das Kloster Münchaurach erwarb in Grieshof und Leitsmühle Güter. Im Jahre 1637 wurden diese vom Klosteramt verkauft. 1730 wurden sie ein Rittergut mit erweiterter niederen Vogtei. Sie waren im Besitz des Herrn von Dannengries.
Gegen Ende des 18. Jahrhunderts gehörte der Grieshof zur Realgemeinde Oberniederndorf. Das Anwesen hatte das Rittergut Sichardshof als Grundherrn. Unter der preußischen Verwaltung (1792–1806) des Fürstentums Bayreuth erhielt der Grieshof die Hausnummer 10 des Ortes Oberniederndorf.
Von 1797 bis 1810 unterstand der Ort dem Justizamt Markt Erlbach und Kammeramt Emskirchen. Im Rahmen des Gemeindeedikts wurde Grieshof dem 1811 gebildeten Steuerdistrikt Münchaurach zugeordnet. Es gehörte der 1813 gegründeten Ruralgemeinde Mausdorf an. Die freiwillige Gerichtsbarkeit und die Polizei hatte bis 1848 das Patrimonialgericht Sichardshof. Am 1. Januar 1978 wurde Mausdorf im Zuge der Gebietsreform in Bayern nach Emskirchen eingemeindet.

### Ehemalige Baudenkmäler
- Haus Nr. 111⁄2: eingeschossiges Wohnstallhaus, erste Hälfte des 19. Jahrhunderts, drei Dachgeschosse, Ecklisenen, Gurtbänder, zugleich Fenstersturz; profiliertes Holztraufgesims; im Sturz „18 K“(onrad) „Kress 93“, nicht das Baujahr bezeichnend[11]
- Herrenhaus des ehemaligen Rittergutes; mittlerweile abgegangen.[11]

### Einwohnerentwicklung
| Jahr      | 001818 | 001840 | 001861 | 001871 | 001885 | 001900 | 001925 | 001950 | 001961 | 001970 | 001987 |
| Einwohner | 16     | 16     | 20     | 22     | 21     | 19     | 25     | 25     | 24     | 26     | 19     |
| Häuser    | 3      | 3      |        |        | 3      | 4      | 4      | 4      | 4      |        | 4      |
| Quelle    | [ 13 ] | [ 14 ] | [ 15 ] | [ 16 ] | [ 17 ] | [ 18 ] | [ 19 ] | [ 20 ] | [ 21 ] | [ 22 ] | [ 1 ]  |

## Religion
Der Ort ist seit der Reformation evangelisch-lutherisch geprägt und bis heute nach St. Kilian (Emskirchen) gepfarrt.